# Manuel Bertrés
Manuel Bertrés (San Salvador de Jujuy, 18 de diciembre de 1861 - Buenos Aires, 24 de abril de 1936) fue un funcionario y legislador argentino que alcanzó la gobernación de la provincia de Jujuy en dos oportunidades.

## Biografía
El 14 de julio de 1883 el Congreso de la Nación Argentina sancionaba la Ley 1420, también llamada de Educación Común. La disposición de que en el país no se implantara la enseñanza religiosa generó la oposición militante de la iglesia católica argentina. Desde el Nuncio Apostólico Matera hasta los obispos de las distintas diócesis impulsaron la desobediencia civil y en ese marco el vicario foráneo de la Iglesia Matriz de Jujuy ,Demetrio Cau (hijo del exgobernador Silvestre Cau) emitió una declaración pública indicando a los padres de la diócesis como deber de cristiano no enviar sus hijos a las escuelas.
Al conocerse en Jujuy la resolución del gobierno nacional de expulsar del país al Nuncio y dar por terminada las relaciones con la Santa Sede, en la mañana del 19 de enero de 1884 fue derribada la cruz del Convento de San Francisco (instalada entonces en una esquina sobre el muro que circundaba el atrio) y reemplazada por un ataúd. Las investigaciones sindicaron como responsables a Manuel Bertrés, Pedro Portal, Gabino Pérez y Fortunato Cáceres, aunque nunca se tomó medida alguna.
En 1889 Bertrés fue elegido diputado ante la Legislatura provincial en representación del departamento Capital, siendo designado presidente de la Comisión Permanente en 1891 y vicepresidente segundo en 1892. Finalizado su mandato en 1893 fue reelecto finalizando su período en 1895. Durante el mismo fue presidente de la Legislatura en 1893 y 1894.
Finalizado el primer mandato de Sergio Alvarado, fue sucedido el 1 de mayo de 1893 en la gobernación por el doctor Julián Aguirre, electo casi sin oposición con el apoyo del influyente senador Domingo Teófilo Pérez.
Bajo su mandato, en 1893 sesionó la Convención Reformadora que sancionó la nueva constitución provincial el 12 de septiembre de ese año, entrando en vigencia el 1 de enero de 1894.
Seguidamente, Aguirre creó una comisión encargada de reformar los Códigos de Procedimientos Civiles y Criminales de la Provincia integradapor él mismo y por los doctores Joaquín Carrillo y Manuel Bertrés, comisión que remitió a la Legislatura el proyecto el 8 de agosto de 1894.
Bertrés sería el primer gobernador electo según las disposiciones establecidas en el artículo 81° de la nueva Constitución: duración del mandato de 3 años y creación de la figura de vicegobernador. El 1 de mayo de 1895 Manuel Bertrés asumía la gobernación de la provincia llevando como vicegobernador a Mariano de Tezanos Pinto.
Durante su gobierno dio impulso a la educación y cultura en la provincia. Al disolverse la sociedad constituida para la construcción de un teatro en la capital, su gobierno contribuyó a la obra con la suma de S 30.000 en bonos provinciales para poco después hacerse cargo de su finalización, que tuvo lugar bajo su sucesor en 1901 cuando fue inaugurado con el nombre de Teatro Mitre.
Finalizado su mandato, entregó el gobierno a su sucesor Sergio Alvarado el 1 de mayo de 1898, convirtiéndose en su ministro a partir del 17 de mayo y hasta el 5 de marzo de 1900, cuando fue elegido
Diputado Nacional por el período 1900 a 1904 y, simultáneamente, representante a la Legislatura provincial por el departamento de San Pedro.
El 1 de mayo de 1904 asumió por segunda vez la gobernación, acompañado en la fórmula por Gregorio Gonzalez, nombrando ministro a David Ovejero.
En su gobierno, con el apoyo del presidente Figueroa Alcorta, se aceleró el tendido de las líneas de ferrocarril en la provincia, efectuados por la empresa Luis Striene y Cia. La obra iniciada en San Salvador de Jujuy el 6 de enero de 1903 bajo la gobernación de su predecesor Mariano Valle, alcanzó Purmamarca el 28 de junio de 1905, Tilcara el 28 de diciembre de 1905, Humahuaca el 2 de septiembre de 1906 y Tres Cruces el 27 de agosto de 1907
En 1904 designó a la empresa José Stramandinoli para llevar adelante la edificación de la Casa de Gobierno de la Provincia de Jujuy nombrando al ingeniero Gonzalo Correa inspector de la obra.
Finalizado su segundo mandato el 1 de mayo de 1907 fue reemplazado por su antiguo ministro David Ovejero.
En 1911 asumió la Intendencia de San Salvador de Jujuy, manteniendo el cargo hasta 1913. Fue nuevamente diputado ante la Legislatura jujeña entre 1924 y 1928, tras lo cual se retiró de la política.
Falleció en la ciudad de Buenos Aires el 24 de abril de 1936.